# دبورة
دبورة هي إحدى القرى المحتلة والمدمرة التابعة لمحافظة القنيطرة في هضبة الجولان بجنوب غرب سوريا.
قرية في الجولان، تتبع ناحية قرى مركز ومنطقة القنيطرة، محافظة القنيطرة (337ن-420م).
تقع على الحافة الغربية لهضبة الجولان، في أراضٍ حراجية تكثر فيها أشجار السنديان، يبدأ عندها وادي دبورة متجهاً نحو الغرب، وهي على بعد 20 كم جنوب غرب مدينة القنيطرة، بني القسم الغربي من القرية الحديثة على أنقاض مركز بشري قديم، وجد فيها ضريح يعود إلى ماقبل التاريخ، وبقايا أبنية قديمة ذات أقواس وقاعات كبيرة، وأعمدةوأحجار منقوشة ومزخرفة. يعمل سكانها بزراعة الحبوب والبقول بعلاً، إلى جانب تربية المواشي، ويشربون من مياه الينابيع الموجودة في المكان.